# ملااحمد شلماشی
احمد هموندی شلماشی معروف به ملا آواره (زادهٔ ۱۳۱۲ شمسی در شلماش سردشت – درگذشته ۱۳۴۷ شمسی در سردشت) او از بنیانگذاران کمیته انقلابی حزب دموکرات کردستان در سال ۱۳۴۵ بود. جنبش انقلابی کُردستان در سال‌های ۱۳۴۶ و ۱۳۴۷ شرکت داشت.

## زندگی
ملااحمد تحصیلات ابتدایی را شلماش نزد پدرش آموخت و سپس نزد ملا صالح بیژوه برای فراگیری بیشتر رفت. در اوایل دهه ۱۳۳۰ تا سال ۱۳۳۳ شمسی به عنوان طلبه در روستای گولی بوکان نزد شیخ عزالدین حسینی به تحصیل ادامه داد. وی مطالعات زیادی در زمینه‌های سیاسی و فرهنگی و تاریخی و شعر داشت. احمد شلماشی دانشجوی دانشکدۀ حقوق دانشگاه تهران بود. او علیه رژیم شاه و خوانین منطقه به مبارزه برخاست و سپس به جنبش مسلحانه گروه اسماعیل شریف‌زاده پیوست و از اعضای مرکزیت این جنبش شد. ملا آواره در سال ۱۳۴۷ در سن ۳۵ سالگی در همین مسیر کشته شد.

## فعالیت‌ها
ملاآواره به علت توانایی در امور تشکیلاتی و سازمانی مورد اطمینان و اعتماد مردم منطقه قرار گرفت. او در جریان شورش کردهای عراق علیه حکومت عبدالکریم قاسم به شهر سلیمانیه عراق رفت و به همراه چند تن از همرزمانش نشریه‌ای را به نام «ئورکانی روژ» منتشر کرد. وی در سال ۱۳۴۳ شمسی به کردستان ایران بازگشت و همراه با اسماعیل شریف‌زاده، قادر شریف و سلیمان و عبدالله معینی «کمیته انقلابی حزب دمکرات کردستان» را به‌قصد شروع مبارزه چریکی دهقانی در ایران تأسیس کردند و مبارزه علیه حکومت شاه ادامه داد. همزمان ساواک با به‌کارگیری مزدوران محلی تلاش زیادی برای به دام انداختن وی کرد.
به گفتۀ‌ مهدی خان‌بابا تهرانی، ملا آواره در راستای ایجاد یک پایگاه انقلابی در کردستان ایران فعالیت می‌کردند و در این راه با ژاندارمری حکومت شاه درگیر شدند. ملا آواره از طریق کردهایی که در سازمان انقلابی حزب توده ایران عضویت داشتند با این سازمان ارتباط برقرار کرده و آمادگی خود را برای مذاکره با این سازمان اعلام می‌کند. به دنبال این مذاکرات، کوروش لاشایی از سازمان انقلابی به کردستان رفته و در آنجا با شریف‌زاده و سپس در اروپا با جلال طالبانی دیدار کرد.

## دستگیری

مقبره ملاآواره

حکومت شاه فردی به نام اویسی را برای همکاری ساواک به کردستان می‌فرستد و در سال ۱۳۴۷ موفق به اجرای ضربه به این گروه شد. اولین هسته گروه شریف‌زاده در یکی از روستاهای بانه به محاصره دشمن درآمد که در این درگیری شریف‌زاده و یارانش کشته شدند. هسته بعدی به فرماندهی ملااحمد شلماشی (ملاآواره) در منطقه سردشت محاصره شد و ملا آواره کشته شد.
تاریخ درگذشت ملااحمد آواره را برخی ۹ مرداد و برخی ۱۱ شهریور ۱۳۴۷ ذکر کردند.

## آثار
ملااحمد آواره شعر می‌گفت، سرود می‌ساخت و در بین مردم پخش می‌کرد. از وی اشعار و سروده‌هایی به جای مانده که در آن با زبانی ساده از درد و رنج مردم کردستان سخن گفته‌است.
بخشی از آثار ملا احمد آواره به شرح زیر است:
- بخوێنه‌ و ئاڵان بناسه ـ بخوان و آلان را بشناس ـ در ۵۰بیت سروده شده‌است.
- مووچه‌کانی یئروی ـ مزارع بیژوه ـ در ۴۱بیت سروده شده‌است. تاریخ سرودن آن شهریور ۱۳۴۶.
- لایه لایه‌ی دایکێکی دڵسۆز بۆ کورپه ساواکه‌ی ـ لایه لایهٔ مادری دلسوز برای طفل کوچکش ـ در ۲۵بیت سروده شده‌است.
- کوردم و کوردستانم - دەوێ کردم و کردستانم را می‌خواهم ـدر ۵۲ بیت سروده شده‌است.
- ره‌ش بگیری - گرفتن مردم عادی برای سربازی ـ در ۶۹ بیت سروده شده‌است.[۳]

## شعر
شعری از ملااحمد آواره به زبان کردی:
کوڕم تۆ کوردی، تۆ بێچووە شێری
نه‌ته‌وهٔ کاوه‌ی، ئازا و دلێری
باب و باپیرت، خزم و که‌س و کار
زۆریان کێشاوه، مه‌ینه‌ت و ئازار
بۆ پارێزگاری، نامووس و ماڵیان
قه‌ت نه‌وه‌ستاوه، ده‌ست و گوپاڵیان
تۆش وه‌ک ئه‌وان به، نه‌ترس و نه‌به‌ز
بازی کێوی به، نه‌ک که‌وی قه‌فه‌س
مه‌لا ئاواره
ترجمه شعر به زبان فارسی:
فرزندم تو کرد هستی، تو بچه شیری
از نسل کاوه، شجاع و دلیر
نیاکان، اجداد و اقوام تو
خیلی رنج و محنت و عذاب کشیده‌اند
تا مال و ناموس خود را حفظ کنند
هیچ‌گاه از تلاش دست نکشیدند و خسته نشدند
تو هم مانند آنان، نترس و تسلیم ناپذیر
عقاب کوهستان باش نه کبک قفس.